# 거침없는 녀석들
거침없는 녀석들은 KBS 1라디오에서 2022년 1월 23일부터 2022년 7월 3일까지 6개월간 방송했던 심야 시사 프로그램이다.
진행자는 썬 킴, 전민기, 오윤혜이며, 방송시간은 매주 일요일 밤 11시 5분부터 밤 11시 55분까지이다.